# Llista de platges de la Costa Daurada
Llista de platges de la Costa Daurada, seguint el litoral de nord a sud entre Cunit i Vandellòs i l'Hospitalet de l'Infant (Baix Penedès, Tarragonès, Baix Camp), segons l'inventari de platges de l'Agència Catalana de Turisme i la Direcció General de Protecció Civil del Departament d'Interior.
S'indica amb una icona les platges amb el distintiu de Bandera Blava en la temporada del 2014.
| Nom                                                                            | Sòl i entorn                           | Longitud x amplada (m) | Localització                                                                                                   | Codi            | Imatge |
| ------------------------------------------------------------------------------ | -------------------------------------- | ---------------------- | --- | --------------- | --- |
| Platja de Cunit i platja de les Gavines                                        | Sorra fina, urbà                       | 2.500 x 40             | Cunit i Cubelles 41° 11′ 34″ N, 1° 38′ 02″ E / 41.19278°N,1.63377°E                                            | PL-CT-17003-120 | {{ca\|Platja de Cunit}} · {{WLE-AD-ES\|PL-CT-17003-120}} · {{Object location dec\|41.19278\|1.63377\|region:ES-CT_type:landmark_dim:2500_source:cawiki}} · [[Categoria:Platja de Cunit]]                                                                                |
| Platja de Segur                                                                | Sorra fina, urbà                       | 1.700 x 90             | Calafell Segur de Calafell 41° 11′ 23″ N, 1° 36′ 32″ E / 41.1896°N,1.6090°E                                    | PL-CT-17003-83  | {{ca\|Platja de Segur (Calafell)}} · {{WLE-AD-ES\|PL-CT-17003-83}} · {{Object location dec\|41.1896\|1.6090\|region:ES-CT_type:landmark_dim:1700_source:cawiki}} · [[Categoria:Beaches of Costa Daurada]]                                                               |
| Platja de l'Estany - el Mas Mel                                                | Sorra fina, urbà                       | 1.500 x 40             | Calafell 41° 11′ 18″ N, 1° 35′ 25″ E / 41.18839°N,1.59036°E                                                    | PL-CT-17003-82  | {{ca\|Platja de l'Estany - el Mas Mel (Calafell)}} · {{WLE-AD-ES\|PL-CT-17003-82}} · {{Object location dec\|41.18839\|1.59036\|region:ES-CT_type:landmark_dim:1500_source:cawiki}} · [[Categoria:Beaches of Costa Daurada]]                                             |
| Platja de Calafell                                                             | Sorra fina, urbà                       | 1.100 x 35             | Calafell 41° 11′ 13″ N, 1° 34′ 29″ E / 41.18693°N,1.57476°E                                                    | PL-CT-17003-81  | {{ca\|Platja de Calafell}} · {{WLE-AD-ES\|PL-CT-17003-81}} · {{Object location dec\|41.18693\|1.57476\|region:ES-CT_type:landmark_dim:1100_source:cawiki}} · [[Categoria:Platja de Calafell]]                                                                           |
| Platja de les Madrigueres                                                      | Sorra mitjana, urbà                    | 1.650 x 53             | El Vendrell Sector del Sanatori 41° 11′ 06″ N, 1° 33′ 30″ E / 41.18497°N,1.55838°E                             | PL-CT-17003-342 | {{ca\|Platja de les Madrigueres (el Vendrell)}} · {{WLE-AD-ES\|PL-CT-17003-342}} · {{Object location dec\|41.18497\|1.55838\|region:ES-CT_type:landmark_dim:1650_source:cawiki}} · [[Categoria:Platja de les Madrigueres]]                                              |
| Platja de Sant Salvador                                                        | Sorra fina, urbà                       | 1.500 x 50             | El Vendrell Barri Marítim de Sant Salvador 41° 10′ 58″ N, 1° 32′ 26″ E / 41.182838°N,1.540424°E                | PL-CT-17003-343 | {{ca\|Platja de Sant Salvador (el Vendrell)}} · {{WLE-AD-ES\|PL-CT-17003-343}} · {{Object location dec\|41.182838\|1.540424\|region:ES-CT_type:landmark_dim:1500_source:cawiki}} · [[Categoria:Platja de Sant Salvador]]                                                |
| Platja de Coma-ruga                                                            | Sorra fina, urbà                       | 2.010 x 110            | El Vendrell Barri Marítim de Coma-ruga 41° 10′ 47″ N, 1° 31′ 18″ E / 41.1797°N,1.5218°E                        | PL-CT-17003-340 | {{ca\|Platja de Coma-ruga (el Vendrell)}} · {{WLE-AD-ES\|PL-CT-17003-340}} · {{Object location dec\|41.1797\|1.5218\|region:ES-CT_type:landmark_dim:2010_source:cawiki}} · [[Categoria:Platja de Coma-ruga]]                                                            |
| Platja del Francàs                                                             | Sorra fina, urbà                       | 1.000 x 40             | El Vendrell Barri Marítim del Francàs 41° 10′ 30″ N, 1° 30′ 09″ E / 41.17513°N,1.50262°E                       | PL-CT-17003-341 | {{ca\|Platja del Francàs}} · {{WLE-AD-ES\|PL-CT-17003-341}} · {{Object location dec\|41.17513\|1.50262\|region:ES-CT_type:landmark_dim:1000_source:cawiki}} · [[Categoria:Beaches of Costa Daurada]]                                                                    |
| Platja de la Costa Daurada, de Can Guinovart o del Francàs                     | Sorra fina, urbà                       | 460 x 60               | Roda de Berà 41° 10′ 19″ N, 1° 29′ 29″ E / 41.171957°N,1.491514°E                                              | PL-CT-17003-223 | {{ca\|Platja de la Costa Daurada (Roda de Berà)}} · {{WLE-AD-ES\|PL-CT-17003-223}} · {{Object location dec\|41.171957\|1.491514\|region:ES-CT_type:landmark_dim:700_source:cawiki}} · [[Categoria:Beaches of Costa Daurada]]                                            |
| Platja de la Pelliceta                                                         | Sorra fina, urbà                       | 500 x 40               | Roda de Berà Roc de Sant Gaietà 41° 10′ 09″ N, 1° 28′ 58″ E / 41.16923°N,1.48279°E                             | PL-CT-17003-224 | {{ca\|Platja de la Pelliceta (Roda de Berà)}} · {{WLE-AD-ES\|PL-CT-17003-224}} · {{Object location dec\|41.16923\|1.48279\|region:ES-CT_type:landmark_dim:600_source:cawiki}} · [[Categoria:Beaches of Costa Daurada]]                                                  |
| Platja de Sant Gaietà o de la Punta de la Guineu                               | Sorra fina, urbà                       | 330 x 50               | Roda de Berà Roc de Sant Gaietà 41° 10′ 06″ N, 1° 28′ 46″ E / 41.16847°N,1.47956°E                             | PL-CT-17003-225 | {{ca\|Platja de Sant Gaietà (Roda de Berà)}} · {{WLE-AD-ES\|PL-CT-17003-225}} · {{Object location dec\|41.16847\|1.47956\|region:ES-CT_type:landmark_dim:330_source:cawiki}} · [[Categoria:Beaches of Costa Daurada]]                                                   |
| Platja Llarga de Berà                                                          | Sorra fina, semiurbà                   | 1.000 x 90             | Roda de Berà 41° 09′ 57″ N, 1° 27′ 56″ E / 41.1657°N,1.4656°E                                                  | PL-CT-17003-226 | {{ca\|Platja Llarga de Berà (Roda de Berà)}} · {{WLE-AD-ES\|PL-CT-17003-226}} · {{Object location dec\|41.1657\|1.4656\|region:ES-CT_type:landmark_dim:1000_source:cawiki}} · [[Categoria:Beaches of Costa Daurada]]                                                    |
| Platja de Creixell                                                             | Sorra fina, semiurbà                   | 1.500 x 40             | Creixell 41° 09′ 38″ N, 1° 27′ 14″ E / 41.16062°N,1.45384°E                                                    | PL-CT-17003-117 | {{ca\|Platja de Creixell}} · {{WLE-AD-ES\|PL-CT-17003-117}} · {{Object location dec\|41.16062\|1.45384\|region:ES-CT_type:landmark_dim:1500_source:cawiki}} · [[Categoria:Platja de Creixell]]                                                                          |
| Platja dels Muntanyans                                                         | Sorra fina, nudista                    | 4.000 x 100            | Torredembarra 41° 09′ 09″ N, 1° 26′ 02″ E / 41.1526°N,1.4338°E                                                 | PL-CT-17003-318 | {{ca\|Platja dels Muntanyans (Torredembarra)}} · {{WLE-AD-ES\|PL-CT-17003-318}} · {{Object location dec\|41.1526\|1.4338\|region:ES-CT_type:landmark_dim:4000_source:cawiki}} · [[Categoria:Platja dels Muntanyans]]                                                    |
| Platja del Barri Marítim o de Baix a Mar                                       | Sorra fina, urbà                       | 700 x 60               | Torredembarra 41° 08′ 37″ N, 1° 24′ 48″ E / 41.14372°N,1.41329°E                                               | PL-CT-17003-317 | {{ca\|Platja del Barri Marítim (Torredembarra)}} · {{WLE-AD-ES\|PL-CT-17003-317}} · {{Object location dec\|41.14372\|1.41329\|region:ES-CT_type:landmark_dim:700_source:cawiki}} · [[Categoria:Platja de Baix a Mar]]                                                   |
| Platja de la Paella                                                            | Sorra fina i grava, urbà               | 780 x 80               | Torredembarra Port de Torredembarra 41° 08′ 24″ N, 1° 24′ 19″ E / 41.1400°N,1.4052°E                           | PL-CT-17003-319 | {{ca\|Platja de la Paella (Torredembarra)}} · {{WLE-AD-ES\|PL-CT-17003-319}} · {{Object location dec\|41.1400\|1.4052\|region:ES-CT_type:landmark_dim:780_source:cawiki}} · [[Categoria:Beaches of Costa Daurada]]                                                      |
| Platja dels Capellans i Canyadell                                              | Sorra fina i mitjana, semiurbà         | 60 x 35                | Torredembarra i Altafulla 41° 07′ 57″ N, 1° 23′ 26″ E / 41.13255°N,1.39051°E                                   | PL-CT-17003-7   | {{ca\|Platja dels Capellans i Canyadell (Torredembarra i Altafulla)}} · {{WLE-AD-ES\|PL-CT-17003-7}} · {{Object location dec\|41.13255\|1.39051\|region:ES-CT_type:landmark_dim:60_source:cawiki}} · [[Categoria:Beaches of Costa Daurada]]                             |
| Platja d'Altafulla                                                             | Sorra fina i mitjana, urbà             | 1.000 x 70             | Altafulla 41° 08′ 03″ N, 1° 22′ 48″ E / 41.13421°N,1.37991°E                                                   | PL-CT-17003-6   | {{ca\|Platja d'Altafulla}} · {{WLE-AD-ES\|PL-CT-17003-6}} · {{Object location dec\|41.13421\|1.37991\|region:ES-CT_type:landmark_dim:1000_source:cawiki}} · [[Categoria:Beaches of Costa Daurada]]                                                                      |
| Platja de Tamarit i la Roca del Gaià                                           | Grava i sorra fina, natural            | 1.000 x 45             | Tarragona Tamarit 41° 07′ 53″ N, 1° 21′ 58″ E / 41.13138°N,1.36617°E                                           | PL-CT-17003-316 | {{ca\|Platja de Tamarit (Tarragona)}} · {{WLE-AD-ES\|PL-CT-17003-316}} · {{Object location dec\|41.13138\|1.36617\|region:ES-CT_type:landmark_dim:1000_source:cawiki}} · [[Categoria:Platja de Tamarit]]                                                                |
| Cala Jobera o cala del Castell                                                 | Sorra fina, natural                    | 60 x 10                | Tarragona Tamarit 41° 07′ 47″ N, 1° 21′ 39″ E / 41.12960°N,1.36076°E                                           | PL-CT-17003-307 | {{ca\|Cala Jobera (Tarragona)}} · {{WLE-AD-ES\|PL-CT-17003-307}} · {{Object location dec\|41.12960\|1.36076\|region:ES-CT_type:landmark_dim:60_source:cawiki}} · [[Categoria:Beaches of Costa Daurada]]                                                                 |
| Platja de la Móra                                                              | Sorra fina, semiurbà                   | 250 x 60               | Tarragona 41° 07′ 41″ N, 1° 20′ 46″ E / 41.12802°N,1.34619°E                                                   | PL-CT-17003-311 | {{ca\|Platja de la Móra (Tarragona)}} · {{WLE-AD-ES\|PL-CT-17003-311}} · {{Object location dec\|41.12802\|1.34619\|region:ES-CT_type:landmark_dim:450_source:cawiki}} · [[Categoria:Beaches of Costa Daurada]]                                                          |
| Platja de Cala de Becs, de Calabecs, de la Roca Plana o de Roques Planes       | Sorra fina, natural                    | 200 x 26               | Tarragona 41° 07′ 43″ N, 1° 20′ 07″ E / 41.12864°N,1.33538°E                                                   | PL-CT-17003-315 | {{ca\|Platja de Cala de Becs (Tarragona)}} · {{WLE-AD-ES\|PL-CT-17003-315}} · {{Object location dec\|41.12864\|1.33538\|region:ES-CT_type:landmark_dim:200_source:cawiki}} · [[Categoria:Beaches of Costa Daurada]]                                                     |
| Platja de l'Arboçar, Fonda o de Waikiki                                        | Sorra fina, nudista                    | 200 x 25               | Tarragona 41° 07′ 44″ N, 1° 19′ 42″ E / 41.12897°N,1.32843°E                                                   | PL-CT-17003-310 | {{ca\|Platja de l'Arboçar (Tarragona)}} · {{WLE-AD-ES\|PL-CT-17003-310}} · {{Object location dec\|41.12897\|1.32843\|region:ES-CT_type:landmark_dim:200_source:cawiki}} · [[Categoria:Beaches of Costa Daurada]]                                                        |
| Platja Llarga                                                                  | Sorra fina, semiurbà                   | 3.000 x 30             | Tarragona Monnars 41° 07′ 46″ N, 1° 18′ 29″ E / 41.12935°N,1.30795°E                                           | PL-CT-17003-314 | {{ca\|Platja Llarga (Tarragona)}} · {{WLE-AD-ES\|PL-CT-17003-314}} · {{Object location dec\|41.12935\|1.30795\|region:ES-CT_type:landmark_dim:3000_source:cawiki}} · [[Categoria:Beaches of Costa Daurada]]                                                             |
| Platja dels Capellans o de Cala Romana                                         | Sorra fina, natural                    | 60 x 50                | Tarragona 41° 07′ 31″ N, 1° 17′ 27″ E / 41.12520°N,1.29094°E                                                   | PL-CT-17003-309 | {{ca\|Platja dels Capellans (Tarragona)}} · {{WLE-AD-ES\|PL-CT-17003-309}} · {{Object location dec\|41.12520\|1.29094\|region:ES-CT_type:landmark_dim:60_source:cawiki}} · [[Categoria:Beaches of Costa Daurada]]                                                       |
| Platja de la Savinosa                                                          | Sorra fina, nudista                    | 350 x 30               | Tarragona 41° 07′ 24″ N, 1° 17′ 08″ E / 41.12321°N,1.28553°E                                                   | PL-CT-17003-312 | {{ca\|Platja de la Savinosa (Tarragona)}} · {{WLE-AD-ES\|PL-CT-17003-312}} · {{Object location dec\|41.12321\|1.28553\|region:ES-CT_type:landmark_dim:350_source:cawiki}} · [[Categoria:Beaches of Costa Daurada]]                                                      |
| Platja de l'Arrabassada                                                        | Sorra fina, semiurbà                   | 550 x 65               | Tarragona 41° 07′ 10″ N, 1° 16′ 35″ E / 41.1195°N,1.27645°E                                                    | PL-CT-17003-313 | {{ca\|Platja de l'Arrabassada (Tarragona)}} · {{WLE-AD-ES\|PL-CT-17003-313}} · {{Object location dec\|41.1195\|1.27645\|region:ES-CT_type:landmark_dim:550_source:cawiki}} · [[Categoria:Beaches of Costa Daurada]]                                                     |
| Platja del Miracle                                                             | Sorra fina, semiurbà                   | 500 x 70               | Tarragona 41° 06′ 48″ N, 1° 15′ 31″ E / 41.11331°N,1.25859°E                                                   | PL-CT-17003-308 | {{ca\|Platja del Miracle (Tarragona)}} · {{WLE-AD-ES\|PL-CT-17003-308}} · {{Object location dec\|41.11331\|1.25859\|region:ES-CT_type:landmark_dim:1000_source:cawiki}} · [[Categoria:Beaches of Costa Daurada]]                                                        |
| Platja de la Pineda: platges dels Prats, de la Pineda i del Racó               | Sorra fina, urbà                       | 2.500 x 30             | Vila-seca 41° 04′ 46″ N, 1° 11′ 07″ E / 41.07955°N,1.18527°E                                                   | PL-CT-17003-349 | {{ca\|Platja de la Pineda (Vila-seca)}} · {{WLE-AD-ES\|PL-CT-17003-349}} · {{Object location dec\|41.07955\|1.18527\|region:ES-CT_type:landmark_dim:2500_source:cawiki}} · [[Categoria:Platja de la Pineda]]                                                            |
| Cala del Reguerot de Claveguer                                                 | Grava, natural                         | 100 x 15               | Salou 41° 03′ 28″ N, 1° 10′ 22″ E / 41.05769°N,1.17286°E                                                       | PL-CT-17003-246 | {{ca\|Cala del Reguerot de Claveguer (Salou)}} · {{WLE-AD-ES\|PL-CT-17003-246}} · {{Object location dec\|41.05769\|1.17286\|region:ES-CT_type:landmark_dim:100_source:cawiki}} · [[Categoria:Beaches of Costa Daurada]]                                                 |
| Cala Crancs, Cala Vinya o Cala Pinetell                                        | Sorra fina, semiurbà                   | 35 x 55                | Salou 41° 03′ 24″ N, 1° 10′ 04″ E / 41.05656°N,1.16790°E                                                       | PL-CT-17003-245 | {{ca\|Cala Crancs (Salou)}} · {{WLE-AD-ES\|PL-CT-17003-245}} · {{Object location dec\|41.05656\|1.16790\|region:ES-CT_type:landmark_dim:55_source:cawiki}} · [[Categoria:Beaches of Costa Daurada]]                                                                     |
| Cala Font                                                                      | Sorra fina, urbà                       | 70 x 20                | Salou 41° 03′ 34″ N, 1° 09′ 43″ E / 41.05937°N,1.16208°E                                                       | PL-CT-17003-243 | {{ca\|Cala Font (Salou)}} · {{WLE-AD-ES\|PL-CT-17003-243}} · {{Object location dec\|41.05937\|1.16208\|region:ES-CT_type:landmark_dim:170_source:cawiki}} · [[Categoria:Beaches of Costa Daurada]]                                                                      |
| Cala de Penya Tallada i cala de les Mabres                                     | Sorra fina, natural                    | 125 x 10               | Salou 41° 03′ 39″ N, 1° 09′ 40″ E / 41.06076°N,1.16112°E                                                       | PL-CT-17003-250 | {{ca\|Cala de Penya Tallada (Salou)}} · {{WLE-AD-ES\|PL-CT-17003-250}} · {{Object location dec\|41.06076\|1.16112\|region:ES-CT_type:landmark_dim:170_source:cawiki}} · [[Categoria:Beaches of Costa Daurada]]                                                          |
| Platja Llarga                                                                  | Sorra fina, semiurbà                   | 600 x 25               | Salou 41° 03′ 55″ N, 1° 09′ 19″ E / 41.06537°N,1.15516°E                                                       | PL-CT-17003-248 | {{ca\|Platja Llarga (Salou)}} · {{WLE-AD-ES\|PL-CT-17003-248}} · {{Object location dec\|41.06537\|1.15516\|region:ES-CT_type:landmark_dim:600_source:cawiki}} · [[Categoria:Platja Llarga (Salou)]]                                                                     |
| Platja de Llenguadets                                                          | Sorra fina, urbà                       | 125 x 10               | Salou 41° 03′ 57″ N, 1° 08′ 57″ E / 41.065871°N,1.149296°E                                                     | PL-CT-17003-244 | {{ca\|Platja de Llenguadets (Salou)}} · {{WLE-AD-ES\|PL-CT-17003-244}} · {{Object location dec\|41.065871\|1.149296\|region:ES-CT_type:landmark_dim:125_source:cawiki}} · [[Categoria:Beaches of Costa Daurada]]                                                        |
| Platja dels Capellans                                                          | Sorra fina, urbà                       | 220 x 25               | Salou 41° 04′ 06″ N, 1° 08′ 55″ E / 41.06844°N,1.14872°E                                                       | PL-CT-17003-247 | {{ca\|Platja dels Capellans (Salou)}} · {{WLE-AD-ES\|PL-CT-17003-247}} · {{Object location dec\|41.06844\|1.14872\|region:ES-CT_type:landmark_dim:220_source:cawiki}} · [[Categoria:Beaches of Costa Daurada]]                                                          |
| Platja de Llevant                                                              | Sorra fina, urbà                       | 1.200 x 70             | Salou 41° 04′ 25″ N, 1° 08′ 22″ E / 41.07349°N,1.13948°E                                                       | PL-CT-17003-249 | {{ca\|Platja de Llevant (Salou)}} · {{WLE-AD-ES\|PL-CT-17003-249}} · {{Object location dec\|41.07349\|1.13948\|region:ES-CT_type:landmark_dim:1200_source:cawiki}} · [[Categoria:Platja de Llevant (Salou)]]                                                            |
| Platja de Ponent                                                               | Sorra mitjana, urbà                    | 1.200 x 49             | Salou 41° 04′ 30″ N, 1° 07′ 31″ E / 41.07505°N,1.12530°E                                                       | PL-CT-17003-251 | {{ca\|Platja de Ponent (Salou)}} · {{WLE-AD-ES\|PL-CT-17003-251}} · {{Object location dec\|41.07505\|1.12530\|region:ES-CT_type:landmark_dim:1200_source:cawiki}} · [[Categoria:Beaches of Costa Daurada]]                                                              |
| Platja del Cap de Sant Pere                                                    | Sorra fina, urbà                       | 800 x 20               | Cambrils 41° 04′ 20″ N, 1° 06′ 50″ E / 41.07236°N,1.11375°E                                                    | PL-CT-17003-26  | {{ca\|Platja del Cap de Sant Pere (Cambrils)}} · {{WLE-AD-ES\|PL-CT-17003-26}} · {{Object location dec\|41.07236\|1.11375\|region:ES-CT_type:landmark_dim:800_source:cawiki}} · [[Categoria:Beaches of Costa Daurada]]                                                  |
| Platja de Vilafortuny                                                          | Sorra fina, urbà                       | 1.471 x 70             | Cambrils 41° 04′ 11″ N, 1° 06′ 08″ E / 41.06985°N,1.10218°E                                                    | PL-CT-17003-104 | {{ca\|Platja de Vilafortuny (Cambrils)}} · {{WLE-AD-ES\|PL-CT-17003-104}} · {{Object location dec\|41.06985\|1.10218\|region:ES-CT_type:landmark_dim:1471_source:cawiki}} · [[Categoria:Beaches of Costa Daurada]]                                                      |
| Platja de l'Esquirol                                                           | Sorra fina, semiurbà                   | 895 x 40               | Cambrils 41° 04′ 00″ N, 1° 05′ 29″ E / 41.06662°N,1.09140°E                                                    | PL-CT-17003-101 | {{ca\|Platja de l'Esquirol (Cambrils)}} · {{WLE-AD-ES\|PL-CT-17003-101}} · {{Object location dec\|41.06662\|1.09140\|region:ES-CT_type:landmark_dim:895_source:cawiki}} · [[Categoria:Beaches of Costa Daurada]]                                                        |
| Platja del Cavet                                                               | Grava i sorra mitjana, semiurbà        | 150 x 20               | Cambrils 41° 03′ 51″ N, 1° 04′ 48″ E / 41.06423°N,1.07996°E                                                    | PL-CT-17003-98  | {{ca\|Platja del Cavet (Cambrils)}} · {{WLE-AD-ES\|PL-CT-17003-98}} · {{Object location dec\|41.06423\|1.07996\|region:ES-CT_type:landmark_dim:150_source:cawiki}} · [[Categoria:Beaches of Costa Daurada]]                                                             |
| Platja del Prat d'en Flores i platja del Regueral                              | Sorra fina, urbà                       | 967 x 78               | Cambrils 41° 03′ 59″ N, 1° 04′ 13″ E / 41.06641°N,1.07039°E                                                    | PL-CT-17003-103 | {{ca\|Platja del Prat d'en Flores (Cambrils)}} · {{WLE-AD-ES\|PL-CT-17003-103}} · {{Object location dec\|41.06641\|1.07039\|region:ES-CT_type:landmark_dim:967_source:cawiki}} · [[Categoria:Beaches of Costa Daurada]]                                                 |
| Platja de l'Horta Santa Maria i platja de la Riera                             | Sorra mitjana, urbà                    | 550 x 54               | Cambrils 41° 03′ 52″ N, 1° 03′ 04″ E / 41.06442°N,1.05104°E                                                    | PL-CT-17003-102 | {{ca\|Platja de l'Horta Santa Maria (Cambrils)}} · {{WLE-AD-ES\|PL-CT-17003-102}} · {{Object location dec\|41.06442\|1.05104\|region:ES-CT_type:landmark_dim:550_source:cawiki}} · [[Categoria:Beaches of Costa Daurada]]                                               |
| Platja de la Llosa i platja del Torrent d'en Gener o de la Dorada              | Sorra fina, urbà                       | 1.000 x 55             | Cambrils 41° 03′ 40″ N, 1° 02′ 37″ E / 41.06119°N,1.04360°E                                                    | PL-CT-17003-99  | {{ca\|Llosa (Cambrils)}} · {{WLE-AD-ES\|PL-CT-17003-99}} · {{Object location dec\|41.06119\|1.04360\|region:ES-CT_type:landmark_dim:1000_source:cawiki}} · [[Categoria:Beaches of Costa Daurada]]                                                                       |
| Platja de l'Ardiaca                                                            | Grava i sorra fina, urbà               | 1.600 x 60             | Cambrils 41° 03′ 24″ N, 1° 01′ 50″ E / 41.056712°N,1.030585°E                                                  | PL-CT-17003-100 | {{ca\|Platja de l'Ardiaca (Cambrils)}} · {{WLE-AD-ES\|PL-CT-17003-100}} · {{Object location dec\|41.056712\|1.030585\|region:ES-CT_type:landmark_dim:1600_source:cawiki}} · [[Categoria:Beaches of Costa Daurada]]                                                      |
| Platja de la Pixerota                                                          | Grava i sorra fina, semiurbà           | 2.000 x 20             | Mont-roig del Camp 41° 02′ 57″ N, 1° 00′ 43″ E / 41.04913°N,1.01184°E                                          | PL-CT-17003-170 | {{ca\|Platja de la Pixerota (Mont-roig del Camp)}} · {{WLE-AD-ES\|PL-CT-17003-170}} · {{Object location dec\|41.04913\|1.01184\|region:ES-CT_type:landmark_dim:2000_source:cawiki}} · [[Categoria:Beaches of Costa Daurada]]                                            |
| Platja de Rifà i punta de Rifà                                                 | Sorra mitjana i fina, natural          | 600 x 15               | Mont-roig del Camp 41° 02′ 26″ N, 0° 59′ 10″ E / 41.04060°N,0.98622°E                                          | PL-CT-17003-174 | {{ca\|Platja de Rifà (Mont-roig del Camp)}} · {{WLE-AD-ES\|PL-CT-17003-174}} · {{Object location dec\|41.04060\|0.98622\|region:ES-CT_type:landmark_dim:1700_source:cawiki}} · [[Categoria:Beaches of Costa Daurada]]                                                   |
| Platja dels Pilans o de la Punta de la Porquerola                              | Grava i sorra fina, natural            | 2.500 x 30             | Mont-roig del Camp 41° 02′ 03″ N, 0° 58′ 34″ E / 41.034182°N,0.976076°E                                        | PL-CT-17003-171 | {{ca\|Platja dels Pilans (Mont-roig del Camp)}} · {{WLE-AD-ES\|PL-CT-17003-171}} · {{Object location dec\|41.034182\|0.976076\|region:ES-CT_type:landmark_dim:2500_source:cawiki}} · [[Categoria:Beaches of Costa Daurada]]                                             |
| Platja de l'Estany Salat: dels Penyals, de la Casa dels Lladres i de la Ribera | Sorra fina, natural                    | 2.500 x 60             | Mont-roig del Camp 41° 01′ 24″ N, 0° 57′ 34″ E / 41.023267°N,0.959308°E                                        | PL-CT-17003-172 | {{ca\|Platja de l'Estany Salat (Mont-roig del Camp)}} · {{WLE-AD-ES\|PL-CT-17003-172}} · {{Object location dec\|41.023267\|0.959308\|region:ES-CT_type:landmark_dim:2500_source:cawiki}} · [[Categoria:Beaches of Costa Daurada]]                                       |
| Cala dels Vienesos                                                             | Sorra fina i roques, urbà              | 75 x 30                | Mont-roig del Camp Miami Platja 41° 00′ 51″ N, 0° 56′ 59″ E / 41.01411°N,0.94971°E                             | PL-CT-17003-168 | {{ca\|Cala dels Vienesos (Mont-roig del Camp)}} · {{WLE-AD-ES\|PL-CT-17003-168}} · {{Object location dec\|41.01411\|0.94971\|region:ES-CT_type:landmark_dim:75_source:cawiki}} · [[Categoria:Beaches of Costa Daurada]]                                                 |
| Cala de les Sirenes                                                            | Sorra fina, urbà                       | 180 x 45               | Mont-roig del Camp Miami Platja 41° 00′ 45″ N, 0° 56′ 52″ E / 41.01239°N,0.94790°E                             | PL-CT-17003-164 | {{ca\|Cala de les Sirenes (Mont-roig del Camp)}} · {{WLE-AD-ES\|PL-CT-17003-164}} · {{Object location dec\|41.01239\|0.94790\|region:ES-CT_type:landmark_dim:180_source:cawiki}} · [[Categoria:Beaches of Costa Daurada]]                                               |
| Cala del Solitari                                                              | Sorra fina, urbà                       | 120 x 25               | Mont-roig del Camp Miami Platja 41° 00′ 36″ N, 0° 56′ 42″ E / 41.00993°N,0.94491°E                             | PL-CT-17003-165 | {{ca\|Cala del Solitari (Mont-roig del Camp)}} · {{WLE-AD-ES\|PL-CT-17003-165}} · {{Object location dec\|41.00993\|0.94491\|region:ES-CT_type:landmark_dim:120_source:cawiki}} · [[Categoria:Beaches of Costa Daurada]]                                                 |
| Cala Misteri                                                                   | Sorra fina, semiurbà                   | 280 x 35               | Mont-roig del Camp Miami Platja 41° 00′ 29″ N, 0° 56′ 34″ E / 41.00811°N,0.94268°E                             | PL-CT-17003-167 | {{ca\|Cala Misteri (Mont-roig del Camp)}} · {{WLE-AD-ES\|PL-CT-17003-167}} · {{Object location dec\|41.00811\|0.94268\|region:ES-CT_type:landmark_dim:280_source:cawiki}} · [[Categoria:Beaches of Costa Daurada]]                                                      |
| Cala Bot                                                                       | Sorra fina, semiurbà                   | 160 x 30               | Mont-roig del Camp Miami Platja 41° 00′ 21″ N, 0° 56′ 26″ E / 41.00595°N,0.94061°E                             | PL-CT-17003-163 | {{ca\|Cala Bot (Mont-roig del Camp)}} · {{WLE-AD-ES\|PL-CT-17003-163}} · {{Object location dec\|41.00595\|0.94061\|region:ES-CT_type:landmark_dim:160_source:cawiki}} · [[Categoria:Beaches of Costa Daurada]]                                                          |
| Cala dels Àngels                                                               | Sorra fina, urbà                       | 120 x 25               | Mont-roig del Camp Miami Platja 41° 00′ 17″ N, 0° 56′ 22″ E / 41.00476°N,0.93947°E                             | PL-CT-17003-166 | {{ca\|Cala dels Àngels (Mont-roig del Camp)}} · {{WLE-AD-ES\|PL-CT-17003-166}} · {{Object location dec\|41.00476\|0.93947\|region:ES-CT_type:landmark_dim:120_source:cawiki}} · [[Categoria:Beaches of Costa Daurada]]                                                  |
| Platja de Cristall                                                             | Sorra fina, semiurbà                   | 1.000 x 60             | Mont-roig del Camp 40° 59′ 57″ N, 0° 56′ 08″ E / 40.99914°N,0.93557°E                                          | PL-CT-17003-169 | {{ca\|Platja de Cristall (Mont-roig del Camp)}} · {{WLE-AD-ES\|PL-CT-17003-169}} · {{Object location dec\|40.99914\|0.93557\|region:ES-CT_type:landmark_dim:1000_source:cawiki}} · [[Categoria:Beaches of Costa Daurada]]                                               |
| Platja de la Punta del Riu                                                     | Sorra fina, semiurbà                   | 340 x 60               | Mont-roig del Camp i Vandellòs i l'Hospitalet de l'Infant 40° 59′ 29″ N, 0° 55′ 53″ E / 40.99144°N,0.93133°E   | PL-CT-17003-173 | {{ca\|Platja de la Punta del Riu (Mont-roig del Camp i Vandellòs i l'Hospitalet de l'Infant)}} · {{WLE-AD-ES\|PL-CT-17003-173}} · {{Object location dec\|40.99144\|0.93133\|region:ES-CT_type:landmark_dim:340_source:cawiki}} · [[Categoria:Beaches of Costa Daurada]] |
| Platja de l'Arenal                                                             | Sorra mitjana, semiurbà                | 2.000 x 80             | Vandellòs i l'Hospitalet de l'Infant L'Hospitalet de l'Infant 40° 59′ 09″ N, 0° 54′ 46″ E / 40.9859°N,0.9128°E | PL-CT-17003-338 | {{ca\|Platja de l'Arenal (Vandellòs i l'Hospitalet de l'Infant)}} · {{WLE-AD-ES\|PL-CT-17003-338}} · {{Object location dec\|40.9859\|0.9128\|region:ES-CT_type:landmark_dim:2000_source:cawiki}} · [[Categoria:Beaches of Costa Daurada]]                               |
| Platja del Torn                                                                | Sorra fina, nudista                    | 1.400 x 60             | Vandellòs i l'Hospitalet de l'Infant 40° 58′ 20″ N, 0° 53′ 42″ E / 40.97219°N,0.89489°E                        | PL-CT-17003-336 | {{ca\|Platja del Torn (Vandellòs i l'Hospitalet de l'Infant)}} · {{WLE-AD-ES\|PL-CT-17003-336}} · {{Object location dec\|40.97219\|0.89489\|region:ES-CT_type:landmark_dim:1400_source:cawiki}} · [[Categoria:Platja del Torn]]                                         |
| Cala Justell                                                                   | Roques i sorra mitjana i fina, natural | 170 x 40               | Vandellòs i l'Hospitalet de l'Infant 40° 57′ 32″ N, 0° 52′ 48″ E / 40.95890°N,0.87989°E                        | PL-CT-17003-335 | {{ca\|Cala Justell (Vandellòs i l'Hospitalet de l'Infant)}} · {{WLE-AD-ES\|PL-CT-17003-335}} · {{Object location dec\|40.95890\|0.87989\|region:ES-CT_type:landmark_dim:170_source:cawiki}} · [[Categoria:Beaches of Costa Daurada]]                                    |
| Platja de l'Almadrava                                                          | Grava i sorra fina, semiurbà           | 800 x 35               | Vandellòs i l'Hospitalet de l'Infant 40° 56′ 22″ N, 0° 51′ 28″ E / 40.93957°N,0.85791°E                        | PL-CT-17003-337 | {{ca\|Platja de l'Almadrava (Vandellòs i l'Hospitalet de l'Infant)}} · {{WLE-AD-ES\|PL-CT-17003-337}} · {{Object location dec\|40.93957\|0.85791\|region:ES-CT_type:landmark_dim:800_source:cawiki}} · [[Categoria:Beaches of Costa Daurada]]                           |